# Голощук Олександр Олександрович
Олекса́ндр Олекса́ндрович Голощу́к (*2 квітня 1988 р. в с. Чорніїв Турійського р-ну Волинської обл) — заслужений артист естрадного мистецтва України. 

## Біографія
Народився 2 квітня 1988 р. в с. Чорніїв Турійського р-ну Волинської обл. З 2000 - 2005 рр. навчався у Турійській музичній школі [Архівовано 19 листопада 2021 у Wayback Machine.], де проявив себе як здібний учень, активний учасник святкових заходів району, звітних концертів школи, виконавець сольних партій баяна в інструментальних ансамблях, дуетах та ін. Нагороджений грамотами за зайняте І місце у районному огляді-конкурсі читців та виконавців вокальних творів на слова Т. Г. Шевченка (смт. Турійськ, 2003), за активну участь у громадському житті музичної школи (смт. Турійськ, 2004, 2005).

## Трудова діяльність
Трудова діяльність Голощука О. О. розпочалася у 2005 р., включаючи навчання у Волинському державному університеті імені Лесі Українки. У 2007 - 2008 рр. працював на посаді соліста-вокаліста Волинської обласної філармонії, де вдосконалював свою творчу майстерність, брав участь у багатьох концертах міського і обласного значення. (2005 - 2009) навчався в Інституті мистецтв Волинського національного університету імені Лесі Українки і отримав базову вищу освіту за напрямом підготовки «Мистецтво» та здобув кваліфікацію бакалавра мистецтва. З 2009 - 2010 р. продовжив навчання у даному ВНЗ та здобув освітньо-кваліфікаційний рівень «Магістр», в результаті захисту наукового дослідження на тему «Феномен Володимира Івасюка в концепті розвитку української музичної естради другої половини ХХ століття» було присвоєно кваліфікацію «Магістр музичної педагогіки, викладач естрадного співу». Як студент брав активну участь у концертній діяльності Інституту мистецтв [Архівовано 3 березня 2021 у Wayback Machine.] та інших факультетів університету. Як здібний студент спеціалізації «Естрадний спів», запрошувався для участі у звітних концертах, флешмобах: (Луцького педагогічного коледжу [Архівовано 31 травня 2022 у Wayback Machine.], Волинського технікуму харчових технологій [Архівовано 30 травня 2022 у Wayback Machine.], Луцького професійно-технічного училища, Луцького національного технічного університету [Архівовано 19 листопада 2021 у Wayback Machine.]). Під час навчання (2005-2010) неодноразово нагороджувався почесними грамотами ректора Волинського національного університету імені Лесі Українки за особливі здобутки в громадському житті Інституту мистецтв [Архівовано 3 березня 2021 у Wayback Machine.], культурно-мистецькій, спортивній діяльності.
Після успішного закінчення університету, з 2010 р. по даний час працює старшим викладачем факультету мистецтв Східноєвропейського національного університету імені Лесі Українки. Багато років поспіль брав участь у різних урочистостях м. Луцька та області, зокрема у заходах присвячених Дню української писемності та мови, поетично-музичних композиціях річниць днів народження Т. Г. Шевченка, Лесі Українки, днях університету, зустрічах організованих факультетом міжнародних відносин в котрих брали участь посли зарубіжних країн. Як викладач університету зарекомендував себе компетентним педагогом, котрий впроваджує передовий педагогічний досвід і сучасні інформаційні технології у процес підготовки естрадного співака, працює над науково-методичним забезпеченням фахових дисциплін: «Студійний практикум», «Робота зі звукоапаратурою», «Технічні аудіовізуальні ресурси», «Мистецькі комп'ютерні технології дикторство». Проводить наукове дослідження творчості В. Івасюка. Стаття на тему (Морально-етичні проблеми кохання у піснях Володимира Івасюка / О. О. Голощук // Парадигма пізнання: гуманітарні питання: науковий журнал. Київ, 2016. − Вип. № 2(13). - С. 92 - 103).

## Творча діяльність
З 2010 року Голощук О. О. розпочав активну виконавську діяльність в Україні та за кордоном. Стає лауреатом конкурсів і фестивалів: Всеукраїнської студентської олімпіади солістів-вокалістів зі спеціальності «Музичне мистецтво» (ІІІ премія, м. Одеса, 2008, 2009); ІІІ Міжнародного конкурсу молодих виконавців «Шоу західний регіон» (ІІ премія, м. Рівне, 2009), отримує відзнаку за успішне виконання програми у V Всеукраїнському конкурсі солістів-вокалістів імені Оксани Петрусенко [Архівовано 19 листопада 2021 у Wayback Machine.] (м. Херсон, 2010). У рамках міжнародної співпраці Східноєвропейського національного університету імені Лесі Українки із провідними європейськими музичними закладами неодноразово представляв пісенне мистецтво України у Польській Народній Республіці (м. Слупськ, м. Мястко, м. Битов, 2015, 2016), Республіки Білорусь (м. Малорита, 2012), а також перед зарубіжними представниками посольств і консульських установ в Україні (2013 - 2016), проводив майстер-класи з вокалу для керівників та учасників музичних колективів в Поморській Академії у м. Слупську [Архівовано 19 листопада 2021 у Wayback Machine.] (Польська Народна Республіка, 2016).
Як один із провідних естрадних співаків Волині, є учасником державних мистецьких заходів, присвячених Дню Незалежності України, Дню Конституції України, професійних свят працівників різних сфер діяльності, концертів на сценах Волинського обласного українського музично-драматичного театру імені Т. Г. Шевченка [Архівовано 1 червня 2022 у Wayback Machine.], спортивно-розважального комплексу «Адреналін-сіті [Архівовано 19 лютого 2019 у Wayback Machine.]» та ін. Як соліст-вокаліст, брав участь у творчих звітах м. Луцька, Волинської області у м. Києві. Олександр Голощук - активний учасник благодійних акцій під патронатом голови Волинської облдержадміністрації [Архівовано 9 червня 2022 у Wayback Machine.]: «Віденського балу» (2010 - 2017), програм для учасників АТО волонтерського центру «Серце патріота [Архівовано 19 листопада 2021 у Wayback Machine.]» при Волинському інституті післядипломної педагогічної освіти [Архівовано 19 листопада 2021 у Wayback Machine.]. Запрошувався у заключні гала-концерти міжнародного фестивалю естрадної пісні «На хвилях Світязя [Архівовано 17 листопада 2021 у Wayback Machine.]» (2009 - 2013).
Голощук О. О. з 2012 р. прийнятий у члени Закарпатського обласного відділення творчої спілки «Асоціація діячів естрадного мистецтва України». Весною 2012 р. взяв участь у VII міжнародному конкурсі мистецтв «Закарпатський Едельвейс» в номінації «вокальне мистецтво» (естрадний вокал) (І премія, м. Ужгород, Закарпатська обл.); Всеукраїнському фестивалі сучасної естрадної пісні «Пісенний вернісаж» (І премія, м. Київ, 2014).
З 2016 р. - соліст Народного оркестру народних інструментів «Волинянка» [Архівовано 19 листопада 2021 у Wayback Machine.] при Палаці культури м. Луцька [Архівовано 22 листопада 2021 у Wayback Machine.]. Співпрацює з кращими інструментальними ансамблями та оркестрами Волині.
У виконанні співака Голощука слухачі запам'ятали такі шедеври класичного репертуару, як «Застольна пісня» Альфреда з опери Дж. Верді «Травіата», арія Калафа «Nesum dorma» з опери Дж. Пуччіні «Турандот», популярні естрадні пісні («Червона рута» сл. і муз. В. Івасюка, «Дякую тобі, мамо» сл. і муз К. Бойко, «Я України син» сл. В. Крищенка, муз. П. Мрежука, «Пам'яті Карузо» сл. і муз Л. Далли та ін.).
Олександр Голощук підтримує тісні зв'язки з провідними творчими колективами, музикантами і співаками області та України: народним артистом України Василем Чепелюком; заслуженими артистами України: Сергієм Барвік-Карпатським, Михайлом Лазукою, Аллою Опейдою, В'ячеславом Судимою, чоловічим вокальним квартетом «Акорд» у складі заслужених артистів України Олега Гонтаря, Миколи Палія, Віктора Мрочка, Андрія Зарицького; вокальним квартетом «Luciano»; аранжувальниками: Романом Сорокою, Павлом Завадою, Всеволодом Лазукою.
Виступи Голощука неодноразово транслювалися на обласних телеканалах «Нова Волинь», «Аверс [Архівовано 19 листопада 2021 у Wayback Machine.]» «12 канал [Архівовано 6 жовтня 2017 у Wayback Machine.]», його творча діяльність висвітлювалася у місцевій, обласній та республіканській пресі («Культура і життя»; «Волинська газета [Архівовано 9 червня 2022 у Wayback Machine.]»; «Наш університет»; «Народне слово [Архівовано 19 листопада 2021 у Wayback Machine.]»; «Волинь Нова»).
За активну діяльність в громадському житті Східноєвропейського національного університету імені Лесі Українки, культурно-мистецькій, спортивній діяльності неодноразово нагороджувався почесними грамотами і подяками ректора університету протягом 2013 - 2017 рр.
У 2017 р. отримав почесне звання заслужений артист естрадного мистецтва України, нагороджений почесною грамотою голови Волинської обласної державної адміністрації за досягнуті успіхи у праці, високу професійну майстерність, активну миротворчу та благодійну діяльність. У тому ж році відбувся творчий звіт у Палаці культури міста Луцька [Архівовано 22 листопада 2021 у Wayback Machine.]. З 2018 р. - заступник декана з виховної роботи та інноваційно-грантової діяльності.

## Творчий доробок
Творчий доробок Голощука О. О. складає понад 100 творів світової класики, популярних естрадних пісень, романсів та українських народних пісень.

## Освіта
- 2010 Диплом про вищу освіту (Магістр), інститут мистецтв, Волинський державний університет імені Лесі Українки (Луцьк)

## Професійні призначення
- 2010 - дотепер настроювач-регулювальник музичних інструментів кафедри музичного мистецтва;
- 2012 - 2015 асистент кафедри історії теорії мистецтв та виконавства;
- 2015 - 2022 старший викладач кафедри історії теорії мистецтв та виконавства;
- 2016 - дотепер соліст народного оркестру народних інструментів "Волинянка" при Палаці культури м. Луцька;
- 2019 - 2021 артист-вокаліст Рожищенського будинку культури "Просвіта";
- 2022 - дотепер викладач кафедри музичного мистецтва Волинського національного університету імені Лесі Українки.

## Професійні нагороди, відзнаки, членство в організаціях
- 2023 Подяка Луцького міського голови;
- 2022 Подяка Міністерства освіти і науки України;
- 2022 Подяка ректора Волинського національного університету імені Лесі Українки;
- 2022 Лист-подяка особового складу Луцького Окремого батальйону сил Територіальної оборони Збройних сил України (військова частина А7062);
- 2021 Почесна грамоти ректора Волинського національного університету імені Лесі Українки;
- 2021 Член журі фестивалю-конкурсу вокально-хорового мистецтва пам’яті заслуженого працівника культури України, композитора та поета Степана Кривенького «Волинь моя»;
- 2021 Подяка ректора Волинського національного університету імені Лесі Українки
- 2019 Подяка Луцького міського голови;
- 2019 Почесна грамота Рожищенської районної державної адміністрації;
- 2019 Дипломом всеукраїнського фестивалю співаної поезії та авторської пісні «Оберіг»;
- 2018 Подяка департаменту культури Луцької міської ради;
- 2017 Почесне звання творчої спілки «Асоціація діячів естрадного мистецтва України» заслужений артист естрадного мистецтва України;
- 2017 Почесна грамота голови Волинської обласної державної адміністрації;
- 2017 Почесна грамота волонтерського центру «Серце патріота»;
- 2017 Подяка Палацу культури м. Луцька;
- 2012 Подяка ректора Волинського національного університету імені Лесі Українки;
- 2012 Член Закарпатського обласного відділення творчої спілки «Асоціація діячів естрадного мистецтва України».
- 2011 Почесна грамоти ректора Волинського національного університету імені Лесі Українки.

## Наукові інтереси
- Професійна вокальна підготовка;
- Практичне застосування мистецьких комп'ютерних технологій;
- Аспекти практичної підготовки звукорежисера;
- Технічні засоби в роботі з музично-інформаційними технологіями.

## Вибрані праці
- Голощук О. О. Вокально-хорове мистецтво у вищій школі: теорія, практика фахової підготовки студентської молоді . Актуальні проблеми розвитку українського мистецтва: культурологічний, мистецтвознавчий, педагогічний аспекти : матеріали VІ Всеукраїнської науково-практичної конференції (Луцьк, 24 березня 2021р.) Луцьк : ВНУ імені Лесі Українки, 2021. Вип.1. С. 6-8.
- Голощук О. О. Значення сучасних музично-інформаційних технологій в процесі фахової мистецької освіти. Сучасні дослідження світової науки . Україна. 2022. С. 969-971.
- Голощукк О.О. Розвиток музично-інформаційних технологій . Актуальні проблеми розвитку природничих та гуманітарних наук : збірник матеріалів VI Міжнар. наук.практ. конф. (м. Луцьк, Україна, 11 листопада 2022 р.). Луцьк, 2022. С. 399-400.
- Голощук О., Сорока Р., Шкоба В. Монтаж та обробка звуку в музичному редакторі AVID Technology Pro Tools 12: методичні рекомендації для студентів спеціальності 025 «Музичне мистецтво». Луцьк, 2022. 21 с.
- Голощук О. О., Сорока Р. О., Шкоба В. А. Програма Steinberg Cubase SX. Виконання основних операцій, частина 1: методичні рекомендації для студентів спеціальності 025 «Музичне мистецтво». Луцьк, 2022. 22с.
- Голощук О. О., Сорока Р. О., Шкоба В. А. Мистецькі комп’ютерні технології в музичному редакторі MakeMusic FINALE: методичні рекомендації для студентів спеціальності 025 «Музичне мистецтво». Луцьк, 2022. 32 с.
- Голощук О. О.,Кириченко І. О. Національно-ментальний потенціал пісенної творчості Володимира Івасюка: проблема музично-поетичної семантики. Українська культура : минуле, сучасне, шляхи розвитку. Рівне, 2019. Вип. № 32. С. 139−143.
- Голощукк О. О. Музична творчість Андрія Гордійчука крізь призму персонології . Актуальні проблеми розвитку українського мистецтва: культурологічний, мистецтвознавчий, педагогічний аспекти : збірник матеріалів ІV Всеукраїнської науково-практичної конференції (Луцьк, 12 квітня 2019 р.) Луцьк: СНУ імені Лесі Українки, 2019. Вип.1. С. 6-9.
- Голощук О. О. Морально-етичні проблеми кохання у піснях Володимира Івасюка / О. О. Голощук // Парадигма пізнання: гуманітарні питання: науковий журнал. Київ, 2016. − Вип. №2(13). – С. 92−103.